# Milena Müllerová
Milena Müllerová, po mężu Folberová (ur. 8 czerwca 1923 w Babicach, zm. 15 grudnia 2009 w Pradze) – czeska gimnastyczka, mistrzyni olimpijska z 1948. W czasie swojej kariery sportowej reprezentowała Czechosłowację.

## Kariera sportowa
Zdobyła złoty medal w wieloboju drużynowym na igrzyskach olimpijskich w 1948 w Londynie. Jej koleżankami w reprezentacji Czechosłowacji były: Zdeňka Honsová, Marie Kovářová, Miloslava Misáková, Věra Růžičková, Olga Šilhánová, Božena Srncová i Zdeňka Veřmiřovská. Pierwotnie w zespole miała występować Eliška Misáková, młodsza siostra Miloslavy. Jednak po przylocie do Londynu wykryto u niej chorobę Heinego-Medina i umieszczono w szpitalu, w którym zmarła w czasie rozgrywanych zawodów olimpijskich w gimnastyce.
Wielobój drużynowy był jedyną kobiecą konkurencją gimnastyczną rozgrywaną na tych igrzyskach olimpijskich. Kolejność drużyn była ustalana na podstawie wyników indywidualnych sześciu najlepszych gimnastyczek spośród ośmiu tworzących drużynę. W nieoficjalnej klasyfikacji indywidualnej Müllerová zajęła 10.–11. miejsce.
Zakończyła wyczynowe uprawianie gimnastyki po wyjściu za mąż w 1950. Zmarła w wieku 86 lat. Została skremowana w krematorium Strašnice.